# Memoria procedimental
La memoria procedimental es la parte de la memoria que participa en el recuerdo de las habilidades motoras y ejecutivas necesarias para realizar una tarea. Es un sistema ejecutivo que guía la actividad y suele funcionar a un nivel inconsciente. Cuando es necesario, los recuerdos procedimentales se recuperan automáticamente para ser utilizados en la ejecución de procedimientos integrados relacionados con habilidades motoras e intelectivas; desde anudarse los cordones de los zapatos hasta pilotar un avión. El acceso a estos recuerdos y su utilización se realiza sin la necesidad de una atención o control conscientes. La memoria procedimental es un tipo de memoria a largo plazo, y se considera una forma de memoria implícita. El desarrollo de estas capacidades memorísticas tiene lugar a través de un "aprendizaje procedimental", esto es, mediante la repetición sistemática de una actividad compleja hasta que se adquiere la capacidad de que todos los sistemas neuronales implicados en la ejecución de la tarea trabajen de forma conjunta y automática. El aprendizaje procedimental implícito es esencial para el desarrollo de cualquier tipo de habilidad motora o cognitiva.

## Historia
El estudio de las diferencias entre los sistemas de memoria declarativa y procedimental por parte de psicólogos y filósofos se remonta a hace más de un siglo. En 1804, Maine de Biran se refirió al concepto de "memoria mecánica". William James, en su famosa obra Principios de Psicología (1890) sugirió que existía una diferencia entre memoria y hábito. La psicología cognitiva no prestó atención a la influencia del aprendizaje en los sistemas de memoria durante sus primeros años de desarrollo, lo que limitó en gran medida la investigación en materia de aprendizaje procedimental hasta el siglo XX. El cambio de siglo trajo consigo una mejora en la comprensión de las funciones y estructuras implicadas en los procesos de adquisición, almacenaje y recuperación de la memoria procedimental.
McDougall (1923) fue el primero que realizó una distinción entre la memoria explícita y la memoria implícita. En los años 70, los trabajos en materia de inteligencia artificial distinguieron entre los conocimientos procedimentales y los declarativos. Los estudios de esta época se dividieron en dos grandes áreas de trabajo; una de ellas centrada en los estudios con animales, y la otra centrada en el trabajo con pacientes amnésicos. En el año 1962, Milner aportó la primera evidencia experimental convincente de la existencia de una disociación entre la memoria declarativa (aprendizaje de contenidos) y la memoria no declarativa o procedimental (aprendizaje de habilidades), al demostrar que el famoso paciente H.M., aquejado de una severa amnesia, era capaz de aprender a ejecutar una tarea que requería el desarrollo de la coordinación mano-ojo (dibujo sobre un espejo), no contando con experiencias previas al respecto. Aunque este hallazgo indicaba que la memoria no estaba conformada por un sistema único localizado en un lugar específico del cerebro, en aquel momento algunos investigadores asumieron que las habilidades motoras eran un caso especial que representaban una forma menos cognitiva de memoria. No obstante, a medida que se fueron mejorando y afinando los experimentos al respecto, se desarrolló una extensa investigación sobre pacientes amnésicos con diversos grados y localizaciones de lesiones cerebrales. Este incremento en la investigación permitió descubrir que estos pacientes eran capaces de realizar aprendizajes de tareas que iban más allá de las habilidades motoras. 
No obstante, se argumentó que estos hallazgos estaban marcados por algunas carencias, al considerarse que algunos de estos pacientes ya mostraban un rendimiento pobre antes de sufrir las lesiones, y la amnesia consiguiente se veía estrictamente como un problema de recuperación. Algunos estudios adicionales con pacientes amnésicos hallaron un desempeño funcionalmente normal de las capacidades para desarrollar habilidades motoras. Por ejemplo, en una tarea de lectura en el espejo, los pacientes amnésicos mostraron un rendimiento a un nivel normal, incluso a pesar de que algunos de ellos se mostraban incapaces de recordar posteriormente las palabras que habían leído.
En los años 80 se avanzó mucho en la investigación de la anatomía fisiológica de los mecanismos involucrados en la memoria procedimental. El cerebelo, el hipocampo, el neoestriado y los ganglios basales fueron identificados como parte importante en las tareas de adquisición de memoria.

## Adquisición de habilidades
La adquisición de habilidades requiere práctica. No obstante, la simple repetición de una tarea no asegura la adquisición de la habilidad. Se considera que se adquiere una habilidad cuando una conducta cambia como resultado de la experiencia o la práctica. A esto se le conoce como "aprendizaje", y no es un fenómeno observable directamente. El modelo de procesamiento de la información, que incluye el concepto de "experiencia", propone que las habilidades se desarrollan mediante la interacción de cuatro componentes centrales del procesamiento de la información. Estos componentes son: a) la velocidad de procesamiento (la velocidad en que la información es procesada por el sistema); b) Amplitud de los conocimientos declarativos (la cantidad de información sobre hechos almacenada por el individuo); c) Amplitud de las habilidades procedimentales (la capacidad para ejecutar la habilidad); y d) la capacidad de procesamiento (sinónimo de la memoria de trabajo. La capacidad de procesamiento resulta de importancia para la memoria procedimental porque, a través de los procesos de procedimentalización, el individuo almacena recuerdos procedimentales. Esto repercute en una mejora del rendimiento al facilitar el proceso de enlazar las pistas ambientales con las respuestas adecuadas en cada caso.
Fitts et al., en 1954, propusieron un modelo explicativo de la adquisición de habilidades, basado en la idea de que el aprendizaje tenía lugar a través de un proceso de tres fases:
- Fase cognitiva[4][5]
- Fase asociativa[4][5]
- Fase autónoma (también conocida como "fase procedimental")[4][5]

### Fase cognitiva
En este nivel del modelo de adquisición de habilidades individuales de Fitts, el proceso se inicia con la adquisición del conocimiento de los factores que componen una determinada conducta que se está observando. En este punto, es importante el proceso psicológico de la atención. Se requiere la descomposición de la habilidad que se pretende adquirir en sus componentes básicos, y la comprensión del modo en que esos componentes se combinan para formar un todo en la correcta ejecución de la tarea. El modo en que una persona organiza esos componentes recibe el nombre de esquema. Los esquemas son importantes para guiar el proceso de adquisición. El proceso por el que se eligen los esquemas a aplicar se denomina metacognición.

### Fase asociativa
Durante la fase asociativa del modelo, tiene lugar la práctica repetida individual hasta que surja un patrón automático de respuesta. A medida que se avanza en este punto, las acciones importantes para la ejecución de la habilidad se van aprendiendo y automatizando, del mismo modo que todas aquellas acciones superfluas o ineficaces van desapareciendo. El sistema sensorial individual adquiere los datos exactos de tipo espacial y simbólico requeridos para la correcta ejecución de la habilidad. La capacidad para discernir entre los estímulos importantes y los superfluos es crucial en este punto del modelo. Se asume que, a mayor cantidad de estímulos importantes asociados a una tarea, mayor cantidad de tiempo será necesaria para su completa adquisición.

### Fase autónoma
Esta es la fase final del modelo, y consiste en el perfeccionamiento de las habilidades adquiridas. La capacidad para discriminar los estímulos importantes de los no importantes mejora, y se requiere un menor nivel de pensamiento consciente, porque la habilidad está siendo automatizada. En esta fase es importante la experiencia, así como los conocimientos factuales almacenados acerca de la habilidad a aprender.

### Un punto de vista alternativo: el modelo del "Ciclo Predictivo"
Tadlock (2005) ha propuesto otro modelo explicativo de la adquisición de habilidades mediante la memoria procedimental. Este modelo es significativamente diferente del de Fitts, dado que desde esta explicación no es necesaria la comprensión consciente de los componentes básicos de una habilidad. En cambio, el aprendizaje solo requiere del mantenimiento a nivel consciente del resultado final deseado. Tadlock ha aplicado su modelo al proceso de aprendizaje de la lectura.) El modelo se compone de las siguientes fases: 
- Ensayo
- Error
- Análisis implícito del resultado
- Decisión a nivel implícito del modo en que debe cambiarse la ejecución del siguiente ensayo para alcanzar el éxito en la ejecución

Estas fases se repiten una y otra vez hasta que el sujeto construye o remodela la red neuronal de modo que consiga guiar adecuadamente la actividad sin falta de pensamiento consciente. El contexto de este punto de vista es similar al modo en que trabaja la terapia física para ayudar a los pacientes con daño cerebral a recuperar sus funciones. Los pacientes mantienen el resultado final deseado (por ejemplo, controla el movimiento de su mano) mientras van ejecutando sucesivamente los intentos, sin ningún tipo de sentido consciente de la actividad neuronal necesaria para que la mano se mueva. El paciente continúa realizando intentos y ensayos hasta que el movimiento se ejecuta correctamente. En los casos de daño cerebral, el grado de progreso depende de la extensión de la lesión y de la "fuerza mental" del individuo lesionado. Hay muchas personas con problemas de lectura sin daño cerebral, pero afectados por problemas indefinidos relacionados con el aprendizaje lector en el área cerebral implicada en la lectura. Dado que el cerebro está, por lo demás, sano, Tadlock ha utilizado una serie de métodos altamente estructurados asociados al Ciclo Predictivo para tratar problemas de lectura en individuos con serias dificultades en este ámbito (incluyendo la dislexia).

## Ejecución a nivel de experto

### Atención dividida
Existen varios factores que contribuyen al desarrollo excepcional de una habilidad: capacidades memorísticas, estructuras de conocimiento, habilidades de resolución de problemas y habilidades atencionales.  Todos ellos juegan un papel esencial, cada uno a su nivel de importancia en función de las habilidades y procedimientos requeridos, el contexto y las metas fijadas. El estudio estas capacidades individuales para comparar el modo en que expertos y novatos se diferencian en cuanto a sus habilidades cognitivas y sensoriomotoras ha proporcionado una serie de conocimientos acerca de qué es lo que posibilita que alguien se convierta en un experto, y a la inversa, de qué clase de mecanismos carecen los novatos en la práctica de una actividad determinada. Las evidencias sugieren que al investigar este fenómeno frecuentemente se ha pasado por alto el estudio de los mecanismos atencionales implicados en la utilización efectiva y el despliegue de la memoria procedimental durante la ejecución de las habilidades en tiempo real. Se desprende de los estudios realizados que en las primeras fases del aprendizaje de destrezas, la ejecución está controlada por un conjunto de pasos procedimentales no integrados sustentados por la memoria de trabajo y enlazados entre sí mediante un proceso de "paso a paso". El problema con esto radica en el hecho de que la atención es un recurso limitado. Así, este proceso "paso a paso" para controlar la tarea absorbe la capacidad atencional, lo que repercute en una peor ejecución al enfocar los recursos a otros aspectos como la toma de decisiones, la psicomotricidad fina o la autoevaluación. No obstante, con la práctica, se desarrolla el conocimiento procedimental, que opera fuera del alcance de la memoria de trabajo, lo que permite una ejecución de las habilidades más automatizada.  Por supuesto, esto tiene un efecto muy positivo en el desempeño general al liberar la mente de la necesidad de realizar un seguimiento cercano y atender continuamente a las destrezas mecánicas más básicas, permitiendo que esa atención pueda ser dedicada a otros procesos.

### Rendimiento bajo presión
Está bien establecido el hecho de que con la práctica constante, las habilidades sobreaprendidas se ejecutan automáticamente, se controlan en tiempo real por la memoria procedimental, requieren muy poca atención y funcional al margen de los mecanismos de la memoria de trabajo No obstante, en ocasiones incluso los ejecutantes más experimentados y hábiles fracasan bajo condiciones de estrés. A este fenómeno se le conoce con el nombre de choking, y supone una interesante excepción a la regla general que dice que las habilidades bien desarrolladas se muestran robustas y resistentes al deterioro a lo largo de un amplio abanico de condiciones.
Aunque aún no se ha podido explicar este fenómeno completamente, está ampliamente aceptado que la causa subyacente del choking es la presión de ejecución, que ha sido definida como un deseo ansioso de ejecutar la acción del mejor modo posible en una circunstancia concreta. El choking suele asociarse con las habilidades motoras, y los ejemplos más comunes de la vida real se encuentran en el ámbito del deporte. Existen muchos casos conocidos de atletas profesionales bien entrenados que, bajo una situación de presión, desarrollan una ejecución muy pobre hasta el punto de parecer principiantes. Pero el choking puede aparecer en cualquier materia que demande un alto nivel de ejecución e implique el ejercicio de habilidades complejas de tipo motor, cognitivo o verbal. Las teorías del "auto-foco" sugieren que la presión produce un incremento de la ansiedad y la autoconciencia sobre la correcta ejecución, lo que termina causando un incremento en el gasto de atención dirigida a los procesos directamente involucrados en la ejecución de la destreza. Esta atención al proceso "paso a paso" entra en conflicto con el desempeño bien aprendido y automático (procedimentalizado). Lo que era una ejecución sencilla e inconsciente de la memoria procedimental se torna lenta y deliberada.  Las evidencias sugieren que cuanto más automatizada está una habilidad, mayor es su resistencia ante las posibles distracciones, la presión de ejecución y el subsiguiente choking. Esto supone un buen ejemplo de la relativa estabilidad de la memoria procedimental en comparación con la memoria episódica. Además de la práctica deliberada y la automatización de las habilidades, el entrenamiento en autoconciencia se ha mostrado efectivo para ayudar a reducir el efecto del choking bajo presión.

#### Alto rendimiento en condiciones de presión
Si el choking en las tareas basadas u orientadas en la ejecución de habilidades aprendidas requiere de la presión situacional para causar el aumento de la atención consciente del ejecutante hacia su propio proceso de ejecución, también puede mostrarse cierta la cara opuesta de la moneda. Un área de la investigación científica relativamente inexplorada es el concepto de clutchness, es decir, el hecho de manifestar el mejor desempeño para una tarea determinada en el momento en que la presión es máxima. Un malentendido común es pensar que una persona debe ser un experto en algo para poder lograr el éxito en esa actividad de forma consistente en situaciones bajo presión. Por el contrario, se ha hipotetizado que el conocimiento implícito solo media de forma parcial en la relación entre maestría y ejecución. También influye de forma notable la percepción de control sobre la tarea, lo que puede aumentar las posibilidades de un desempeño a nivel de experto en los casos en que el ejecutante se encuentre a gusto durante la actividad. Este concepto se ha venido manejando en relación con determinadas actuaciones deportivas particularmente excelentes, dada la magnitud de un evento determinado, pero cada vez se tiene más conciencia de la existencia de este fenómeno en la vida cotidiana. El modo en que una persona actúa bajo circunstancias que no presentan necesariamente riesgos inmediatos de graves consecuencias, pero que requieren del ejecutante un acceso activo a mecanismos de control consciente para desarrollar la ejecución bajo condiciones incómodas o poco familiares, es un concepto que puede tener beneficios educativos a través de una gran variedad de disciplinas y actividades.

### Ejecución y recuerdo posterior
Este fenómeno se basa en la asunción de que la reducción o distracción de la atención mostrada hacia el material que se va codificar y almacenar supondrá una reducción explícita y observable en la calidad y la cantidad del recuerdo posterior de la información. 
Así,si una habilidad bien aprendida se almacena como memoria procedimental,y su posterior recuperación y ejecución es en gran medida inconsciente y automática,es posible que haya dificultades en el recuerdo de la ejecución de la habilidad una vez realizada.

## Estructuras anatómicas

### Estriado y ganglios basales

El ganglio basal, resaltado en violeta claro.

El estriado dorsolateral está relacionado con la adquisición de hábitos, y es el principal núcleo de células cerebrales relacionado con la memoria procedimental. Las fibras nerviosas aferentes conectoras participan en la regulación de la actividad del circuito de los ganglios basales. En esencia, existen dos rutas de procesamiento paralelas que parten del estriado, cada una de las cuales actúa en oposición a la otra en el control del movimiento, y que posibilitan la asociación con otras estructuras funcionales necesarias. Una de las rutas es directa, mientras que la segunda es indirecta. Ambas trabajan conjuntamente como un bucle de retroalimentación neuronal. Existen muchos circuitos que llegan al estriado desde otras áreas cerebrales, incluida la corteza límbica (relacionada con el procesamiento emocional); el estriado ventral (relacionado con el procesamiento de recompensas) y otras importantes regiones motoras implicadas en el movimiento. El principal circuito implicado en las habilidades motoras que forman parte de la memoria procedimental se conoce como circuito ganglio basal-tálamo-cortical.
El estriado es una estructura única, ya que no presenta las neuronas activadas por el glutamato que se encuentran en la mayor parte del cerebro. En cambio, se caracteriza por una alta concentración de un tipo especial de célula inhibidora productora de GABA denominada "neurona de proyección espinosa media".  Las dos rutas paralelas mencionadas anteriormente entran y salen del estriado y están formadas por el mismo tipo de neuronas especiales de proyección espinosa media. Estas neuronas son sensibles a diferentes neurotransmisores, y contienen una variedad de sus correspondientes receptores, incluyendo receptores de dopamina (D1 y D2), receptores muscarínicos (M4) y receptores de adenosina (A2A). Las interneuronas separadas se comunican con las neuronas espinosas del estriado en presencia de la acetilcolina, un neurotransmisor del sistema nervioso somático.
El actual entendimiento de la anatomía y la fisiología cerebral sugiere que la plasticidad neuronal del estriado es lo que permite a los circuitos ganglio basales comunicarse con otras estructuras y participar funcionalmente en el procesamiento de la memoria procedimental.

### Cerebelo

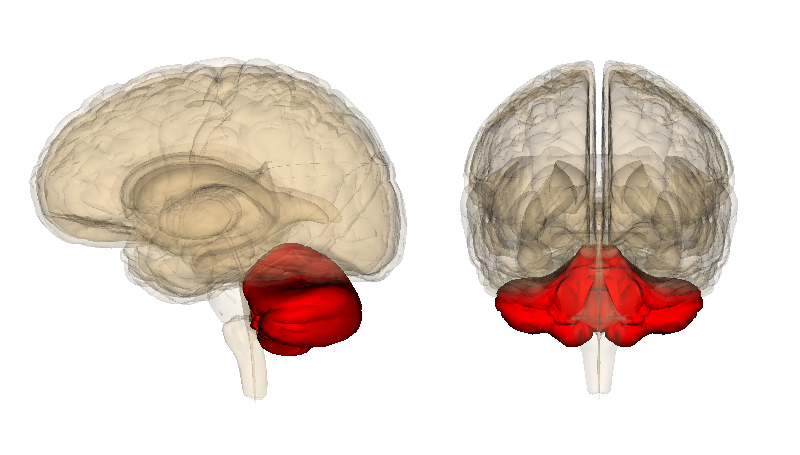
El cerebelo, resaltado en rojo.

El cerebelo es conocido por su participación en la ejecución de movimientos y por su capacidad para perfeccionar la agilidad motora necesaria en las habilidades procedimentales, como la pintura o la interpretación musical. Los daños en esta área pueden impedir el reaprendizaje de las habilidades motoras, y recientes estudios lo han relacionado con el proceso de automatización inconsciente de las habilidades durante la fase de aprendizaje. Algunas corrientes de pensamiento sugieren que la corteza cerebelar contiene las huellas de memoria conocidas como engramas, o al menos supone el espacio biológico en el que se almacenan los recuerdos. Se piensa que la huella inicial de memoria se forma en esta estructura, y después viaja a otros núcleos cerebrales a través de las fibras paralelas conocidas como células de Purkinje, para su posterior consolidación.

### Sistema límbico
El sistema límbico es un grupo de áreas cerebrales que trabajan conjuntamente en muchos procesos interrelacionados relacionados con la emoción, la motivación, el aprendizaje y la memoria. Las perspectivas actuales indican que el sistema límbico comparte estructuras anatómicas con un componente del neoestriado, al que se supone principal responsable del control de la memoria procedimental. Esta sección vital del cerebro hallada en el borde de la parte trasera del estriado ha sido asociada recientemente con la memoria, y actualmente se la conoce como zona de división marginal. Hay una membrana especial de proteínas asociada al sistema límbico que discurre a través del núcleo basal. Así, la activación de las regiones cerebrales que trabajan conjuntamente durante el funcionamiento de la memoria procedimental puede seguirse a través de esta membrana proteínica asociada al sistema límbico. Esto puede ser de utilidad en el ámbito de la investigación molecular e inmunohistoquímica.

## Mecanismos fisiológicos

### Dopamina

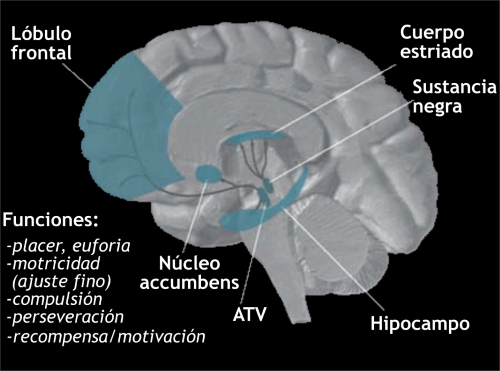
Vías de transmisión de la dopamina, resaltadas en azul

La dopamina es uno de los neuromoduladores más conocidos implicado en la memoria procedimental. Las evidencias sugieren que puede influir en la plasticidad neuronal de los sistemas de memoria adaptando los procesos cerebrales bajo determinadas condiciones, especialmente cuando se producen cambios en el ambiente y existe la necesidad de realizar una elección comportamental o tomar una serie de rápidas decisiones. Resulta de gran importancia en el proceso de "navegación adaptativa", que ayuda a diferentes áreas cerebrales a responder conjuntamente ante una nueva situación que incluye nuevas características y estímulos desconocidos. Las rutas de transmisión de la dopamina se encuentran dispersas por todo el cerebro, lo que posibilita un procesamiento paralelo en muchas estructuras al mismo tiempo. En la actualidad, muchas investigaciones apuntan a la ruta dopaminérgica mesocorticolímbica como el sistema que guarda una mayor relación con el aprendizaje por recompensa y el condicionamiento psicológico.

### Nivel sináptico
Algunos hallazgos recientes podrían explicar la relación existente entre la memoria procedimental, el aprendizaje y la plasticidad sináptica a nivel molecular. Un estudio utilizó pequeños animales con niveles deficitarios de CREB (una proteína que actúa como factor de transcripción) para comprobar el grado de procesamiento de la información que tenía lugar en el estriado durante varias tareas de aprendizaje. Los resultados mostraron que la función CREB es necesaria en las sinapsis para que se produzca la adquisición y el almacenaje de la memoria procedimental.

## Tests

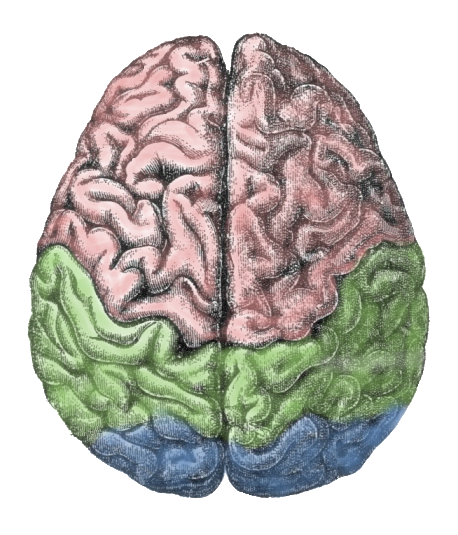
Cerebro humano

### Tarea de persecución rotatoria
Se trata de un dispositivo utilizado para estudiar el aprendizaje motor. El participante debe utilizar un cursor o un estilete para seguir al objetivo en la pantalla de un ordenador. Esto permite realizar una medición de la memoria procedimental en la medida en que los participantes mejoran sus habilidades motoras. En el caso en que la tarea se aplica a pacientes amnésicos, estos no demuestran peores resultados en los ensayos que se realizan más adelante, lo que sugiere que el aprendizaje ha tenido lugar y se mantiene a pesar de la amnesia. No obstante, sí se han encontrado variaciones en el rendimiento en función de la carencia de sueño y el uso de drogas.

### Tarea de tiempo de reacción serial
Esta tarea supone que los participantes deban aprender y retener habilidades procedimentales para evaluar la memoria específica para las destrezas motoras. Estas habilidades se miden mediante la observación de la velocidad y seguridad de los participantes a la hora de adquirir y retener nuevas destrezas. El tiempo de reacción es el tiempo que tarda el participante en responder a las pistas que se le presentan. Los participantes con enfermedad de Alzheimer y amnesia demuestran un tiempo de retención largo, lo que indica que son capaces de mantener las habilidades y demostrar una ejecución efectiva de la tarea después de pasado un tiempo.

### Tarea de dibujo en espejo
Esta tarea se utiliza para investigar la integración sensorial más concretamente, al tratarse de un test motor en el que los participantes aprenden una nueva habilidad motora que requiere una coordinación óculo manual. Los participantes con amnesia son capaces de aprender y retener la habilidad. El dibujo de una imagen es trabajo de la memoria procedimental; una vez que se averigua cómo dibujar la imagen en el espejo, las dificultades se reducen en un segundo ensayo. Los participantes con Alzheimer no son capaces de recordar las habilidades adquiridas en esta tarea, pero sí son capaces de alcanzar un buen rendimiento, a pesar de todo.
. 

### Tarea de predicción meteorológica
Esta tarea utiliza un análisis experimental de la predicción meteorológica. Como en una tarea de aprendizaje de probabilidades, se les pide a los participantes que indiquen qué estrategia están utilizando para resolver la prueba. Se trata de una tarea cognitivamente orientada que se aprende de un modo procedimental. Se ha diseñado utilizando estímulos multidimensionales, de modo que los participantes reciben un conjunto de cartas con sombras, y se les pide que predigan qué vendrá a continuación. Después de hacer la predicción, los participantes reciben una retroalimentación, y hacen una clasificación basada en ella. Por ejemplo, se le puede mostrar al participante un patrón y después preguntarle si cree que ese patrón predice buen tiempo o mal tiempo. El tiempo real será determinado por una regla probabilística basada en cada carta por separado. Los participantes con amnesia aprenden la tarea con entrenamiento, pero su rendimiento baja en un ensayo control realizado más adelante.

## Trastornos y enfermedades
El estudio de los trastornos y enfermedades siempre ha resultado de utilidad a la hora de establecer una teoría comprensiva acerca del funcionamiento de los sistemas de memoria. Las capacidades memorísticas e inhibiciones de los pacientes de diversas enfermedades han desempeñado un papel principal en el establecimiento de la distinción entre los diversos tipos de memoria, concretamente en la diferenciación entre la memoria declarativa y la memoria procedimental como dos subtipos con entidad propia dentro de la memoria a largo plazo. Además, el estudio de estos casos patológicos ha sido muy importante para identificar las estructuras cerebrales que conforman la red neuronal de trabajo de la memoria procedimental.

### Enfermedad de Alzheimer y demencia
Las investigaciones actuales indican que las alteraciones de la memoria procedimental en la enfermedad de Alzheimer pueden estar causados por cambios de la actividad enzimática en las regiones cerebrales encargadas de la integración de la memoria, como el hipocampo. La enzima específicamente implicada en estos cambios se denomina acetilcolinesterasa, y puede verse afectada por una predisposición genética en un receptor de histamina del sistema inmunológico cerebral llamado receptor H1. Estos mismos estudios actuales prestan atención al modo en que varían los niveles de los neurotransmisores dopamina, serotonina y acetilcolina en el cerebelo de los pacientes aquejados de esta enfermedad. Los hallazgos más recientes avanzan la idea de que el sistema histamínico puede ser el responsable de los déficits cognitivos encontrados en la enfermedad de Alzheimer, así como de los potenciales problemas de la memoria procedimental que pueden desarrollarse como consecuencia de su desarrollo.

### Síndrome de Gilles de la Tourette
Este síndrome del sistema nervioso central, al igual que muchos otros desórdenes relacionados con la memoria procedimental, cursa con cambios en el área cerebral de asociación subcortical conocida como el estriado. Esta área, así como los circuitos cerebrales procedentes de los ganglios basales con los que interactúa, se ve afectada tanto a nivel estructural como a nivel funcional en las personas afectadas por este síndrome. La literatura reciente ofrece evidencias de la existencia de distintos tipos de memoria procedimental. Resulta interesante que, de todos ellos, el tipo más relevante y comúnmente afectado en los casos de Tourette tiene que ver con los procesos de adquisición de habilidades que exigen la unión estímulo-respuesta durante la fase de aprendizaje de la memoria procedimental.

### Virus de inmunodeficiencia humana (VIH)
Los sistemas neuronales utilizados por la memoria procedimental suelen verse afectados por el virus de inmunodeficiencia humana, siendo el estriado la estructura más notablemente afectada. Los estudios realizados con resonancia magnética de imágenes han detectado irregularidades en la sustancia blanca y atrofia subcortical en los ganglios basales, áreas vitales para la memoria procedimental y el aprendizaje de habilidades motoras. en diversas tareas de memoria procedimental utilizadas en investigación aplicada, como la prueba de persecución rotatoria, el dibujo en el espejo y la predicción del tiempo, se encuentra que los pacientes de VIH positivo se desempeñan peor que los VIH negativos, lo que sugiere que estos empobrecimientos en la ejecución de las tareas se deben a cambios cerebrales específicos ocasionados por la enfermedad.

### Enfermedad de Huntington

Imagen coronal FSPGR del cerebro de un paciente de Huntington

A pesar de tratarse de un desorden que afecta directamente a las áreas cerebrales del estriado que son utilizadas en el uso de la memoria procedimental, muchos individuos con enfermedad de Huntington no presentan el mismo tipo de problemas de memoria que otros pacientes con enfermedades cerebrales asociadas al estriado. No obstante, en fases más avanzadas de la enfermedad, la memoria procedimental se ve afectada debido al daño causado a rutas cerebrales importantes en la comunicación entre el córtex prefrontal y la zona subcortical.

### Trastorno obsesivo-compulsivo
Los estudios de neuroimagen muestran que los pacientes con TOC se desempeñan considerablemente mejor en tareas de memoria procedimental debido a la notable sobreactivación de las estructuras cerebrales del estriado, principalmente del circuito frontoestriatal. Estos estudios sugieren que la memoria procedimental en pacientes de TOC se ve inusualmente mejorada durante las primeras fases de aprendizaje de la memoria procedimental.

### Enfermedad de Parkinson
Es sabido que la enfermedad de Parkinson afecta selectivamente a las áreas del lóbulo frontal del cerebro. La información que se maneja en la actualidad sugiere que los problemas de memoria que muestran estos pacientes se deben al control de inusuales circuitos frontoestriatales. Los pacientes de Parkinson suelen tener dificultades con los conocimientos específicos secuenciales que se requieren en la adquisición paso a paso de memorias procedimentales. Otras evidencias sugieren que las redes de trabajo de los lóbulos frontales asociadas a la función ejecutiva solo actúan cuando se le presentan al paciente tareas específicas al respecto. Esto indica que los circuitos frontoestriatales son independientes, pero capaces de trabajar conjuntamente con otras áreas del cerebro para ayudar en diversos terrenos, como la atención sostenida.

### Esquizofrenia
Los estudios con RMI muestran que los pacientes esquizofrénicos que no están siendo medicados tienen un putamen más pequeño de lo normal, y se trata de una parte del estriado que juega un papel muy importante en la memoria procedimental. Estudios posteriores han revelado que los esquizofrénicos muestran una comunicación impropia entre los ganglios basales y el sistema extrapiramidal circundante, que se sabe que está fuertemente involucrado en el control del sistema motor y en la coordinación del movimiento. La creencia más reciente es que los problemas funcionales en el estriado de los pacientes esquizofrénicos no son lo suficientemente significativos como para empeorar seriamente el aprendizaje procedimental, aunque las investigaciones muestran que el empeoramiento puede llegar a ser lo suficientemente importante como para ocasionar problemas en la mejora de la ejecución de una tarea a pesar de sucesivos ensayos.

## Drogas
En general, la investigación concerniente a los efectos de las drogas sobre la memoria procedimental aún es limitada. Esta limitación se debe al hecho de que la memoria procedimental es implícita, y por lo tanto más difícil de evaluar, al contrario de lo que sucede con la memoria declarativa, que por su naturaleza resulta más sencilla de evaluar en lo referente a los efectos observados que provoque sobre ella una droga determinada.

### Alcohol
A pesar de que los efectos del alcohol han sido profusamente estudiados, incluso en lo relativo a la memoria, existe una limitada investigación sobre los efectos del alcohol en la memoria procedimental. La investigación realizada por Pitel et al. sugiere que el alcoholismo empeora la capacidad de adquirir conceptos semánticos. En su estudio se observó que la memoria procedimental no se automatizaba a pesar de que se comprendieran los conceptos semánticos. Una posible explicación a esto puede encontrarse en el uso deficitario de estrategias de aprendizaje por parte de los alcohólicos en comparación con las personas sanas.

### Cocaína
Existen pruebas de que el abuso prolongado de cocaína altera las estructuras cerebrales. La investigación ha demostrado que estas alteraciones incluyen hipoperfusión cerebral en las zonas frontal, periventricular y temporal-parietal. estas estructuras desempeñan un papel en varios sistemas de memoria. Además, la cocaína provoca los efectos deseados mediante el bloqueo de los receptores de dopamina DRD1 en el estriado, lo que redunda en un incremento de los niveles de dopamina en el cerebro. Es necesario advertir que estos receptores son importantes en la consolidación de la memoria procedimental. El incremento en los niveles de dopamina que tiene lugar como resultado de la acción de la cocaína es similar a los niveles de dopamina hallados en pacientes esquizofrénicos. Algunos estudios han comparado los déficits comunes de memoria causados en ambos casos para mejorar la comprensión de las redes de trabajo neuronales de la memoria procedimental. investigaciones con ratas han mostrado que cuando se les administraba cocaína, sus sistemas de memoria procedimental se ven negativamente afectados. Concretamente, las ratas se muestran incapaces de consolidar efectivamente las habilidades motoras aprendidas. Demostrada la relación entre el abuso de cocaína y el pobre rendimiento en aprendizajes procedimentales, las investigaciones han mostrado que la abstinencia de cocaína se asocia con una mejora sustancial de las habilidades de aprendizaje motor.

### Psicoestimulantes
Muchos psicoestimulantes funcionan inhibiendo a los receptores de dopamina para proporcionar efectos placenteros o de mejora de la atención. El uso de psicoestimulantes se ha extendido en el mundo de la medicina para el tratamiento de trastornos como el TDAH. Los psicoestimulantes también son utilizados por estudiantes para incrementar el rendimiento, y abundando igualmente su uso recreativo. Los investigadores sugieren que, cuando no existe abuso, los psicoestimulantes pueden ayudar al proceso de adquisición de aprendizajes. Algunos estudios han mostrado que los psicoestimulantes como la dextroanfetamina facilita menores tiempos de reacción y favorece el aprendizaje procedimental, cuando su efecto fue comparado con un grupo control y con otro grupo a cuyos integrantes les fue administrado el antipsicótico haloperidol durante varias tareas de aprendizaje. A pesar de todo, muchos investigadores han encontrado que la memoria procedimental se ve afectada cuando se produce un patrón de consumo abusivo de psicoestimulantes. Esto introduce la idea de que los niveles de dopamina deben estar equilibrados para alcanzar un óptimo aprendizaje procedimental.

## Sueño
La práctica es evidentemente un importante proceso del aprendizaje y perfeccionamiento de una nueva habilidad. Tras más de 40 años de estudios, está bien establecido tanto en animales como en humanos que la formación de cualquier tipo de memoria se ve fortalecida durante el estado cerebral de sueño. Además, en los humanos, el sueño ha sido consistentemente considerado como una ayuda en el desarrollo de los conocimientos procedimentales mediante el proceso de consolidación, especialmente cuando el sueño tiene lugar justo después de la fase inicial de adquisición de memoria.
La consolidación de la memoria es un proceso que transforma los nuevos recuerdos de un estado relativamente frágil a una condición más robusta y estable. Durante mucho tiempo se creyó que la consolidación de los recuerdos procedimentales tenía lugar por sí sola y era solo cuestión de tiempo, pero estudios más recientes sugieren que para ciertas formas de aprendizaje, el proceso de consolidación tiene lugar exclusivamente durante periodos de sueño. No obstante, es importante advertir que no sirve cualquier tipo de sueño para mejorar la memorización procedimental y la ejecución de las tareas subsecuentes. De hecho, dentro del ámbito de las aptitudes motoras, existen evidencias que muestran que no existe mejora en tareas si éstas son seguidas de un corto sueño NMOR (fases 2-4 del sueño), como por ejemplo, una pequeña siesta. El sueño MOR seguido de un periodo de sueño de ondas lentas se ha mostrado como la combinación más eficaz para la consolidación de la memoria procedimental, especialmente si tiene lugar inmediatamente después de la adquisición inicial de la habilidad. Así, una noche completa de sueño ininterrumpido que siga directamente al aprendizaje de una nueva habilidad permitirá la mejor consolidación posible. Si el sueño MOR se ve interrumpido, no habrá beneficios en la ejecución procedimental. No obstante, tendrá lugar una mejora similar aunque el sueño tras la práctica sea durante el día o la noche, siempre y cuando el sueño de ondas lentas vaya seguido del sueño MOR. También se ha demostrado que la mejora en la memoria es específica para los estímulos aprendidos (por ejemplo, el aprendizaje de una técnica de correr no se transferirá a una mejora de las habilidades para montar en bicicleta). Algunos ejemplos de tareas en las que la ejecución de los sujetos mejoró tras periodos de sueño MOR son: la tarea Wff ’n Proof, la Torre de Hanói y la tarea del dibujo en el espejo.
En función de si una habilidad se aprende de forma explícita (prestando atención) o de forma implícita, cada uno de estos modos desempeña un papel diferente en el efecto de consolidación posterior. Los estudios sugieren que la atención explícita y el entendimiento de la habilidad durante el proceso de adquisición mejora en gran medida la consolidación de los aprendizajes procedimentales durante el sueño. Este hallazgo no es sorprendente, dado que está ampliamente aceptado el hecho de que la atención y la concienciación durante el proceso de aprendizaje favorece el desarrollo de la mayor parte de los tipos de memoria.